# Římskokatolická farnost u kostela sv. Fabiána a Šebestiána Praha-Liboc
Římskokatolická farnost u kostela sv. Fabiána a Šebestiána Praha-Liboc je územní společenství římských katolíků v II. pražském vikariátu s farním kostelem sv. Fabiána a Šebestiána v Praze-Liboci.

## Ustanovení ve farnosti
- P. Mgr. Jeroným Josef Ertelt O.Carm. – farář
- P. Mgr. Jan Fatka O.Carm. – vikář
- P. Mgr. Jan Maria Vianney Pavel Hanáček O.Carm. – vikář
- P. Norbert Dominik Smeja O.Carm. – vikář

## Historie a současnost
Podle ne zcela spolehlivých zpráv Václava Hájka z Libočan byl v Liboci založen kostel již roku 992, vlastní farnost zde však vznikla až roku 1702. Libocký farář zprvu spravoval také Bohnice, úkolů na něj kladených však bylo příliš, a tak se roku 1738 Bohnice od libocké farnosti odloučily. V následujících desetiletích k farnosti přináležela Ruzyně, Nebušice, Vokovice, Veleslavín, Řepy, Bílá Hora, Stodůlky, Košíře a Motol, od konce 18. století se však okrsek libocké farnosti dále zmenšoval. Původní kostel byl roku 1842 zbourán a na jeho místě vystavěn nový kostel, vysvěcený roku 1844.
Naposledy se obvod farnosti změnil roku 1996, kdy byla v Řepích založena samostatná farnost, takže dnes do území farnosti spadají pražské městské části Liboc, Ruzyně, Veleslavín a Vokovice. Rovněž roku 1996 byla farnost smluvně svěřena Řádu bratří blahoslavené Panny Marie Karmelské. Farnost nemá fakticky žádný nemovitý majetek. Kostel, fara a další objekty i pozemky patří řádu karmelitánů.

### Seznam duchovních správců
| období    | jméno                               | funkce                              | zdroj |
| --------- | ----------------------------------- | ----------------------------------- | ----- |
| 1702–1716 | Jiří Josef Saar                     | farář                               | [ 6 ] |
| 1716–1720 | Karl Matthias Christen              | farář                               | [ 6 ] |
| 1720–1726 | Maximilian Florentin Staropraský    | farář                               | [ 6 ] |
| 1726–1753 | Jan Lukáš Stadlmayer                | farář                               | [ 6 ] |
| 1754–1784 | Josef Petr Stadlmayer               | farář                               | [ 6 ] |
| 1784–1808 | ?                                   | ?                                   |       |
| 1808–1823 | Josef Kubík                         | farář                               | [ 6 ] |
| 1823–1824 | František Kautský                   | farář                               | [ 6 ] |
| 1824–1851 | František Lampa                     | farář                               | [ 3 ] |
| 1852–1871 | Karel Uhlík                         | farář                               | [ 7 ] |
| 1872–1883 | Karel Hausmann                      | farář                               | [ 7 ] |
| 1884–1893 | Václav Čáp                          | farář                               | [ 7 ] |
| 1893–1919 | Vlastimil Hálek                     | farář                               | [ 7 ] |
| 1919–1950 | Václav Holub                        | farář                               | [ 3 ] |
| ?–1988    | Jan Dočekal                         | farář                               | [ 3 ] |
| 1988–1989 | Alois Kánský                        | administrátor excurrendo z Břevnova | [ 3 ] |
| 1989–1994 | Miroslav Vágner                     | farář                               | [ 3 ] |
| 1994–1996 | Jiří Kusý                           | administrátor                       | [ 3 ] |
| 1996–2007 | ?                                   |                                     |       |
| 2007–2012 | Mgr. Gorazd Pavel Cetkovský, OCarm. | farář                               | [ 8 ] |
| 2012–2015 | Mgr. František Zdeněk Horák, OCarm. | administrátor                       | [ 8 ] |
| od 2015   | Mgr. Jeroným Josef Ertelt, OCarm.   | administrátor                       | [ 8 ] |